# Motivational jumpsuit
Motivational jumpsuit is het 21e studioalbum van de Amerikaanse indierockband Guided by Voices. Het album verscheen op 18 februari 2014. Motivational jumpsuit bereikte #18 in de Top Heatseekers.

## Tracklist
Alle muziek en teksten zijn geschreven door Robert Pollard, tenzij anders aangegeven. 
| Nr. | Titel                                                    | Duur |
| --- | -------------------------------------------------------- | ---- |
| 1.  | The littlest league possible                             | 1:18 |
| 2.  | Until next time                                          | 1:28 |
| 3.  | Writers' bloc (psycho all the time)                      | 2:43 |
| 4.  | Child activist                                           | 1:21 |
| 5.  | Planet score                                             | 1:41 |
| 6.  | Jupiter spin (Tobin Sprout)                              | 2:23 |
| 7.  | Save the company                                         | 2:21 |
| 8.  | Go without packing                                       | 1:14 |
| 9.  | Record level love (Sprout)                               | 1:16 |
| 10. | I am Columbus                                            | 2:54 |
| 11. | Difficult outburst and breakthrough                      | 1:42 |
| 12. | Calling up Washington (Sprout)                           | 1:12 |
| 13. | Zero elasticity                                          | 2:06 |
| 14. | Bird with no name                                        | 1:23 |
| 15. | Shine (tomahawk breath) (Sprout)                         | 3:03 |
| 16. | Vote for me dummy                                        | 2:21 |
| 17. | Some things are big (and some things are small) (Sprout) | 2:08 |
| 18. | Bulletin borders                                         | 1:23 |
| 19. | Evangeline dandelion                                     | 1:16 |
| 20. | Alex and the Omegas                                      | 2:15 |

## Personeel

### Bezetting
- Robert Pollard, zang
- Mitch Mitchell, gitaar
- Tobin Sprout, gitaar
- Greg Demos, bas
- Kevin Fennell, drums

### Productie
- Phil Mehaffey, geluidstechnicus
- Dave Davis, geluidstechnicus